# Jerry Weller
Gerald C. „Jerry” Weller (ur. 7 lipca 1957) – amerykański polityk, członek Partii Republikańskiej. W latach 1995–2009 przez siedem dwuletnich kadencji Kongresu Stanów Zjednoczonych był przedstawicielem jedenastego okręgu wyborczego w stanie Illinois do Izby Reprezentantów Stanów Zjednoczonych.